# Грининг, Эрнест
Э́рнест Ге́нри Гри́нинг (англ. Ernest Henry Gruening, 6 февраля 1887 — 26 июня 1974) — американский журналист и губернатор территории Аляска с 1939 по 1953 год, а также сенатор от Аляски с 1959 по 1969 год

## Биография
Грининг родился в Нью-Йорке. Отец — Эмиль Грюнинг — работал хирургом-офтальмологом. В 1907 году окончил Гарвардский университет, а в 1919 году Гарвардскую медицинскую школу. После окончания обучения он стал работать журналистом. С 1912 по 1913 год работал в газете Boston Evening Herald. Позже он четыре года работал редактором Boston Evening Traveler и New York Tribune. После службы в армии во время первой мировой войны, он работал редактором Nation с 1920 по 1923 год, а в 1934 году четыре месяца редактором New York Post.

## Политическая карьера
В 1939 году Грининг был назначен губернатором территории Аляска и прослужил на этой должности около 14 лет, руководя ей все военные годы, сопровождавшиеся угрозой японского вторжения, а затем борясь за предоставление этой земле статуса штата. В 1958 году он был выбран от Аляски в Сенат США, где проработал около 10 лет. Однако на выборах 1968 года от демократов выставился Майк Грейвел, победивший Грининга и на праймериз, и непосредственно на выборах.
Самым известным поступком Грининга в качестве сенатора было голосование против Тонкинской резолюции, расширявшей президентские полномочия и военное вмешательство США во Вьетнаме — они с сенатором от Орегона Уэйном Морзом были единственными во всём Конгрессе, отвергнувшими эту резолюцию. С самого начала выступавший против Вьетнамской войны Грининг известен своими словами о том, что «сложно убедить людей, чьи деревни вы бомбите напалмом, что вы их друзья».